# Castillo de Gołuchów
El castillo de Gołuchów es una fortaleza del Renacentismo temprano de planta cuadrada y construida entre 1550-1560. Fue utilizado como residencia y así como baluarte defensivo. El castillo está localizado en Gołuchów, en el voivodato de Gran Polonia, en Polonia.

## Historia
El castillo se construyó entre 1550-1560 en las cercanías del pequeño río Trzemna, no lejos del estuario del Prosna. El edificio se construyó para Rafał Leszczyński, voivodato de Brześć Kujawski. El castillo se utilizó principalmente para propósitos defensivos con torreones en cada esquina de la estructura. Los siguientes dueños expandieron el área residencial para convertirlo en una mansión fortaleza renacentista. En 1853 el por aquel entonces decaído castillo lo compró Tytus Działyńskií para su hijo Jan Kanty Działyński y su mujer, Izabela de la Casa de los Czartoryski. El castillo se reconstruyó en el siglo XIX al estilo del Renacimiento francés. El castillo está rodeado por el parque paisajístico más grande en el voivodato de Gran Polonia. Tras la Segunda Guerra Mundial el castillo albergó la sede del Museo Nacional en Poznań (Muzeum Narodowe w Poznaniu).

## Galería de imágenes

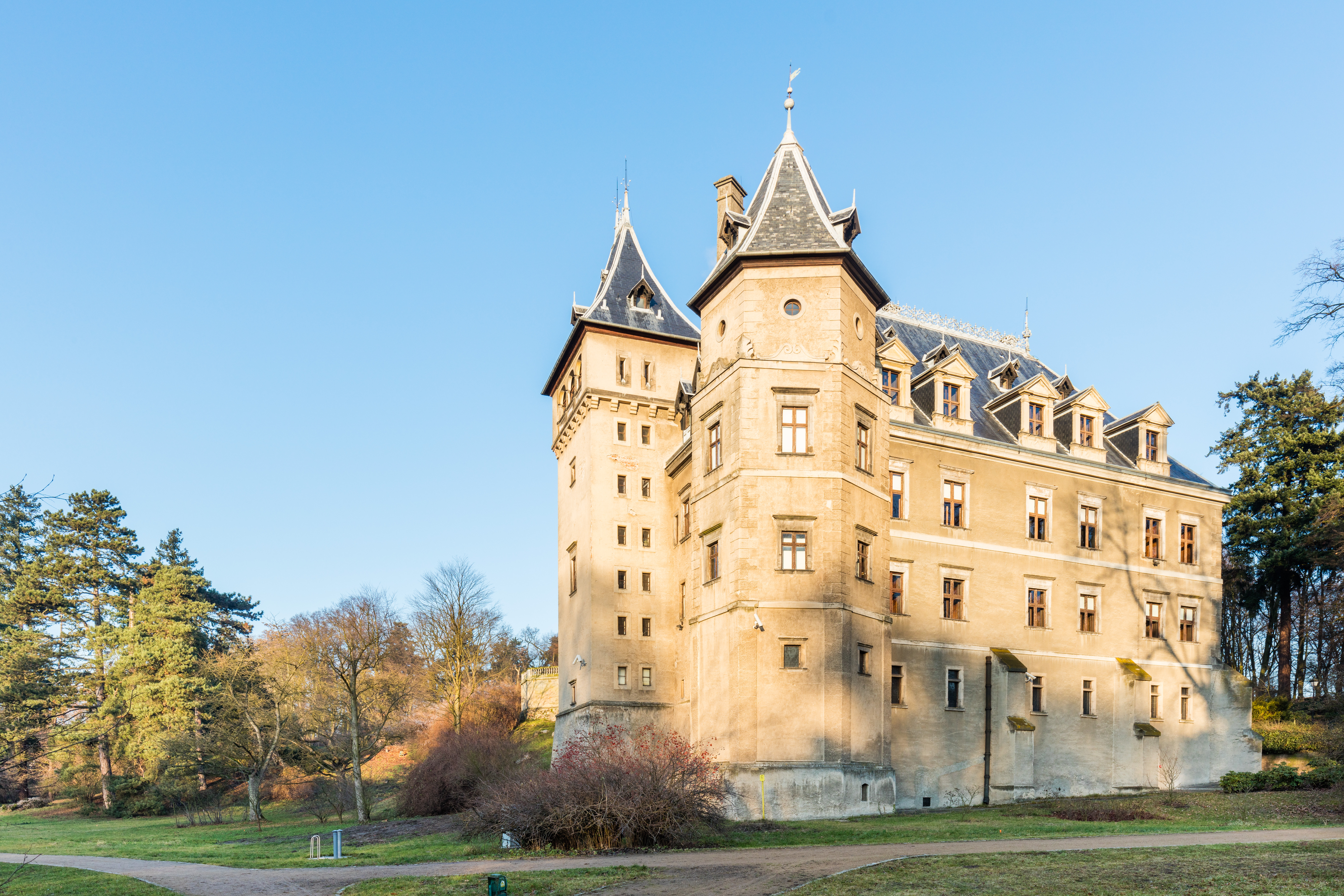
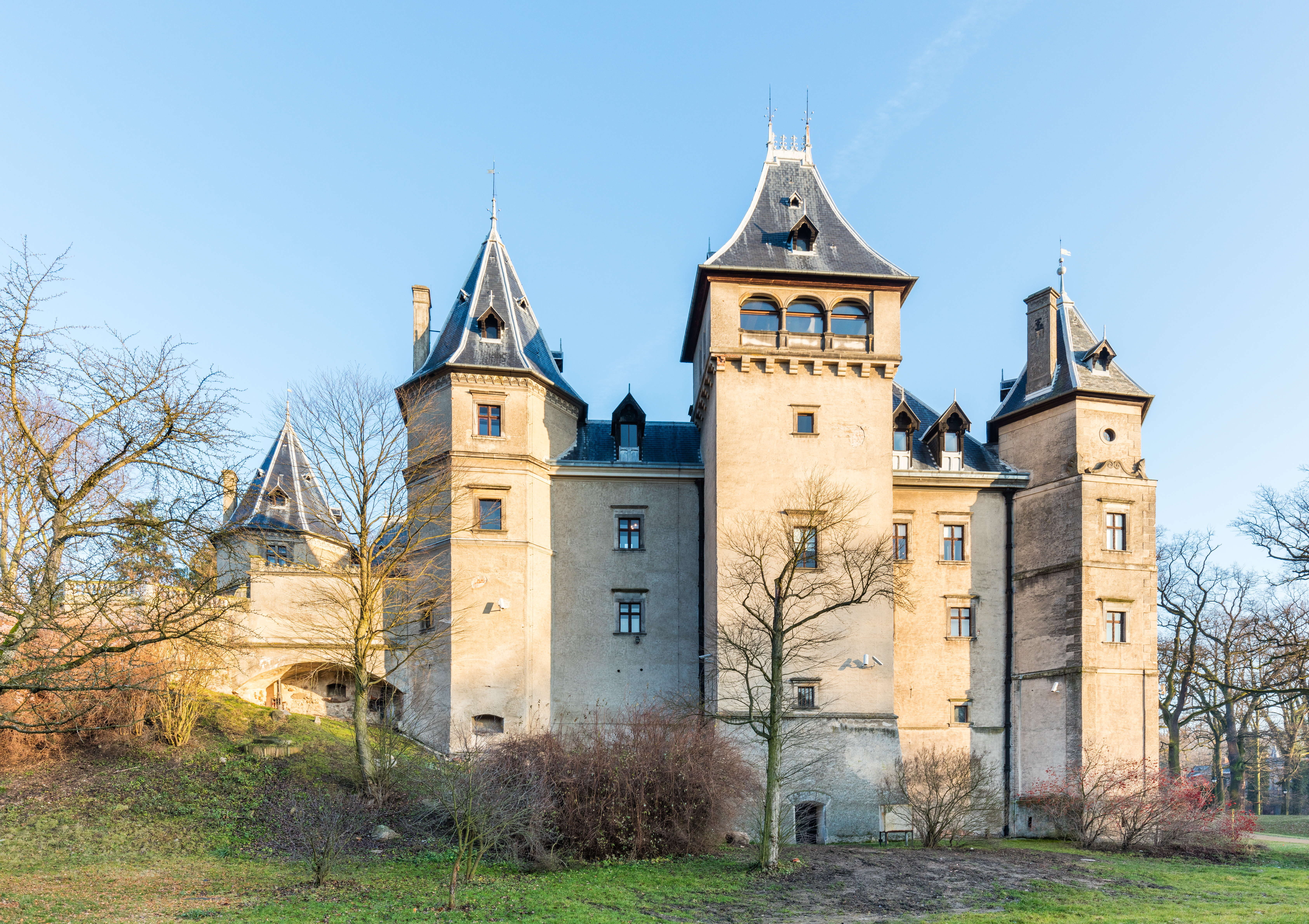
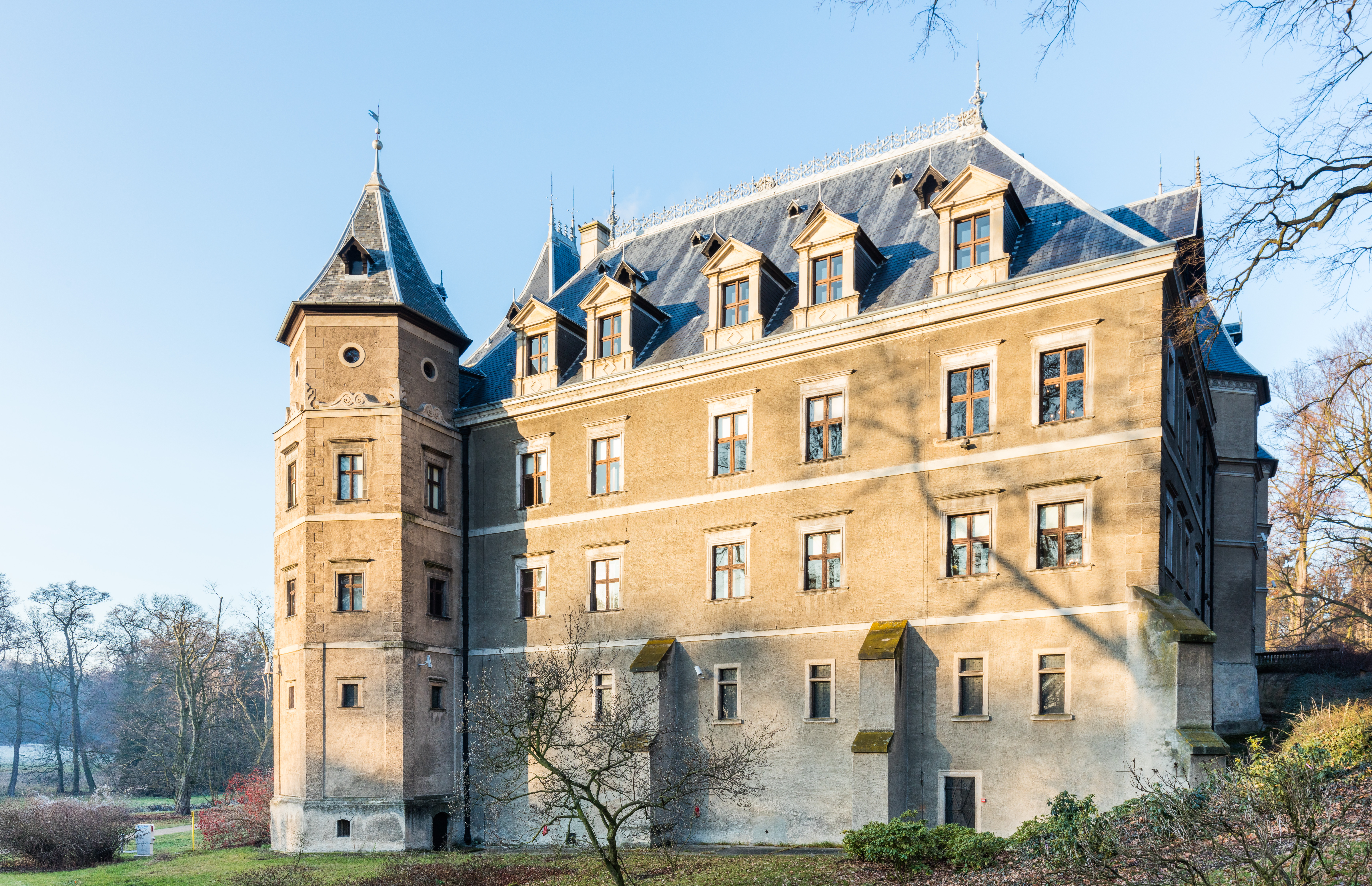
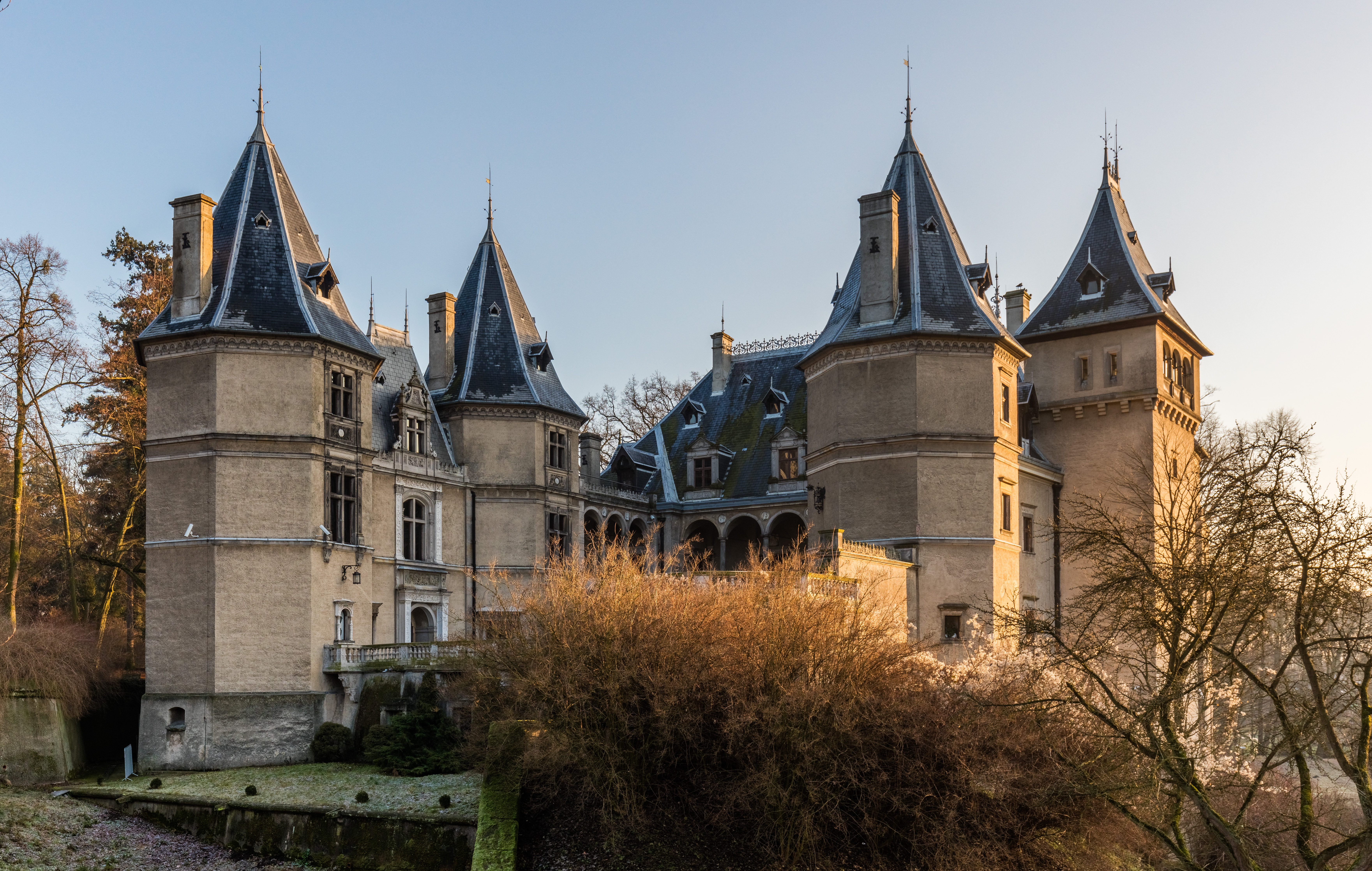
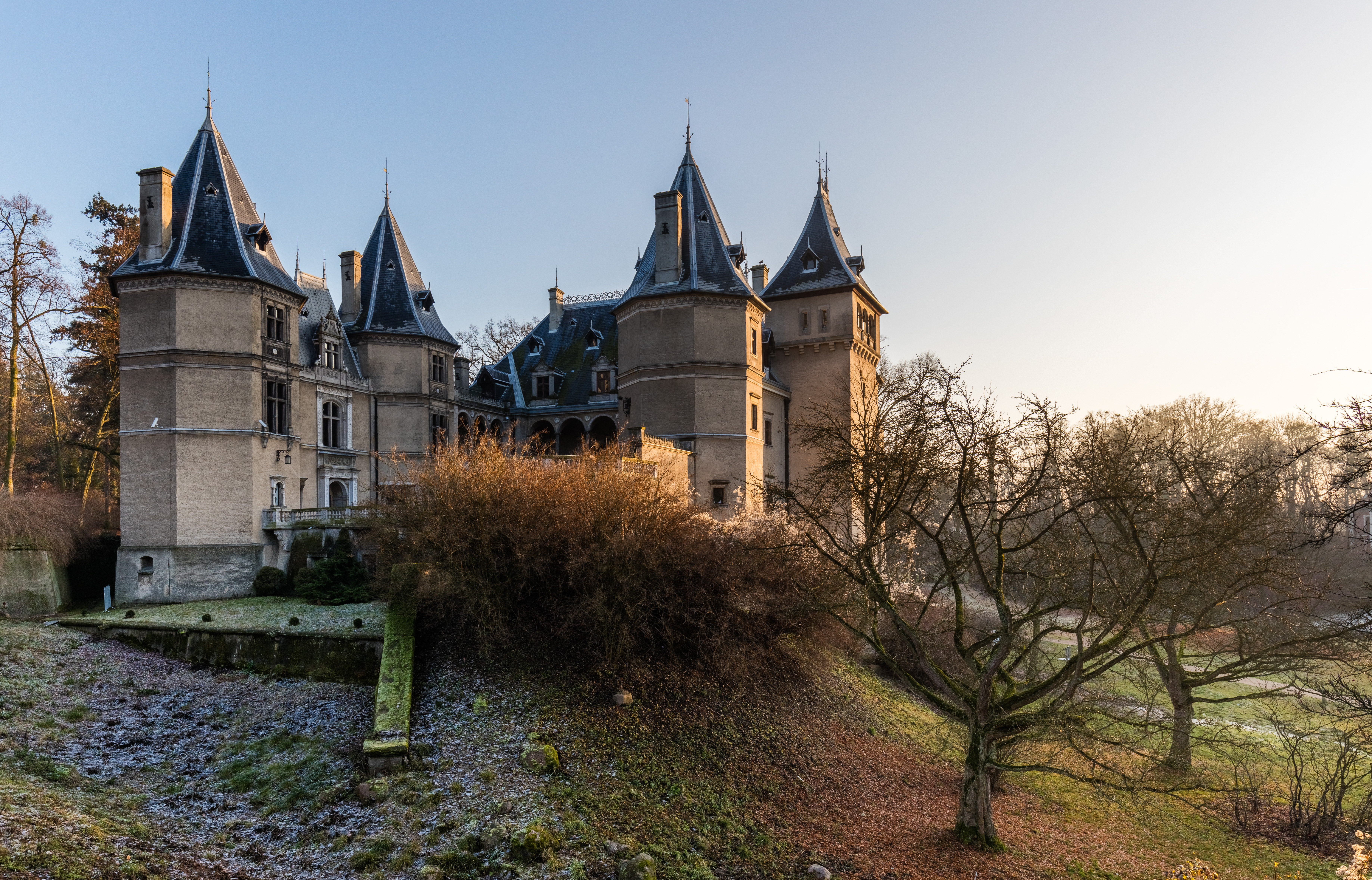
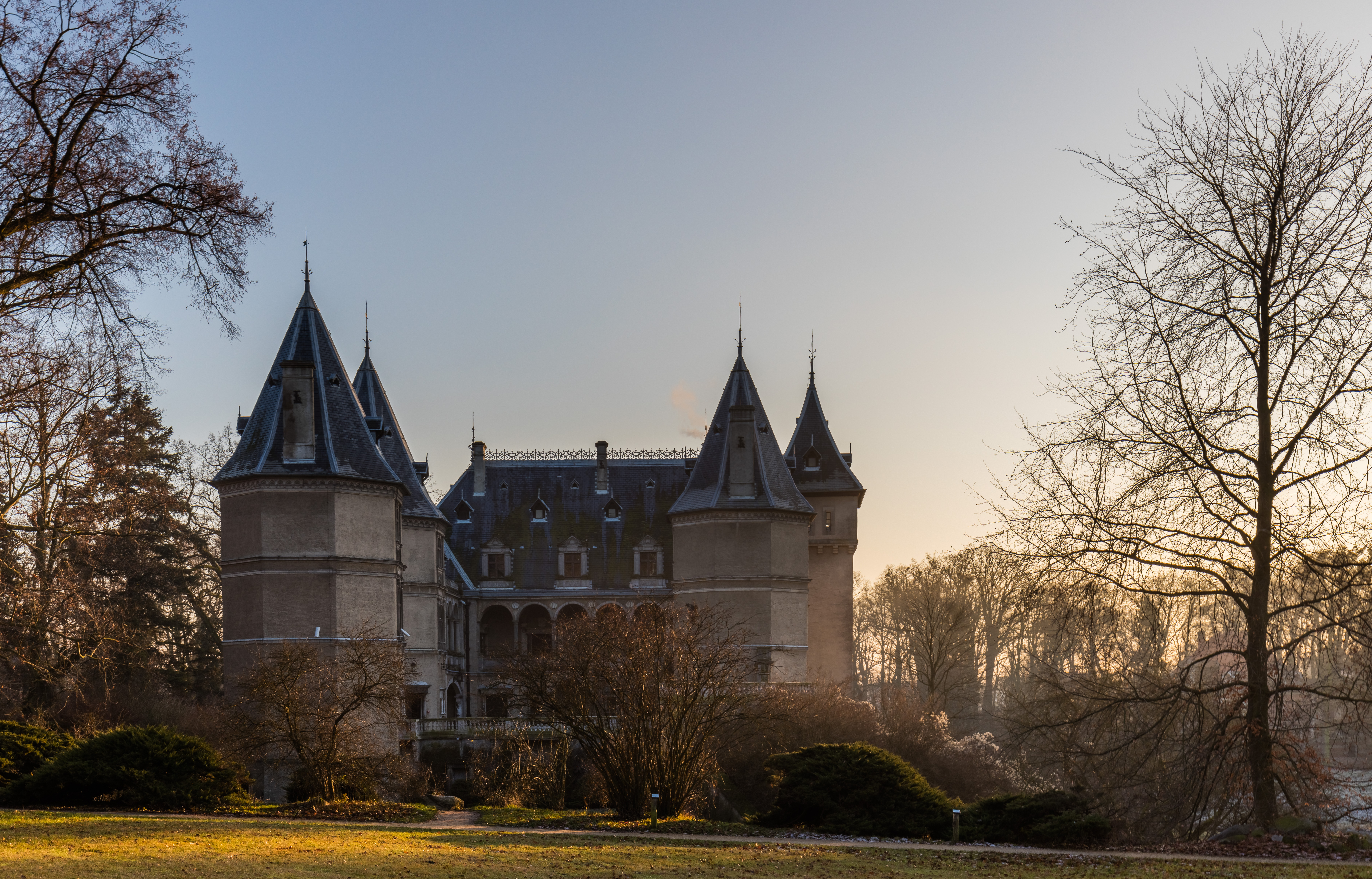
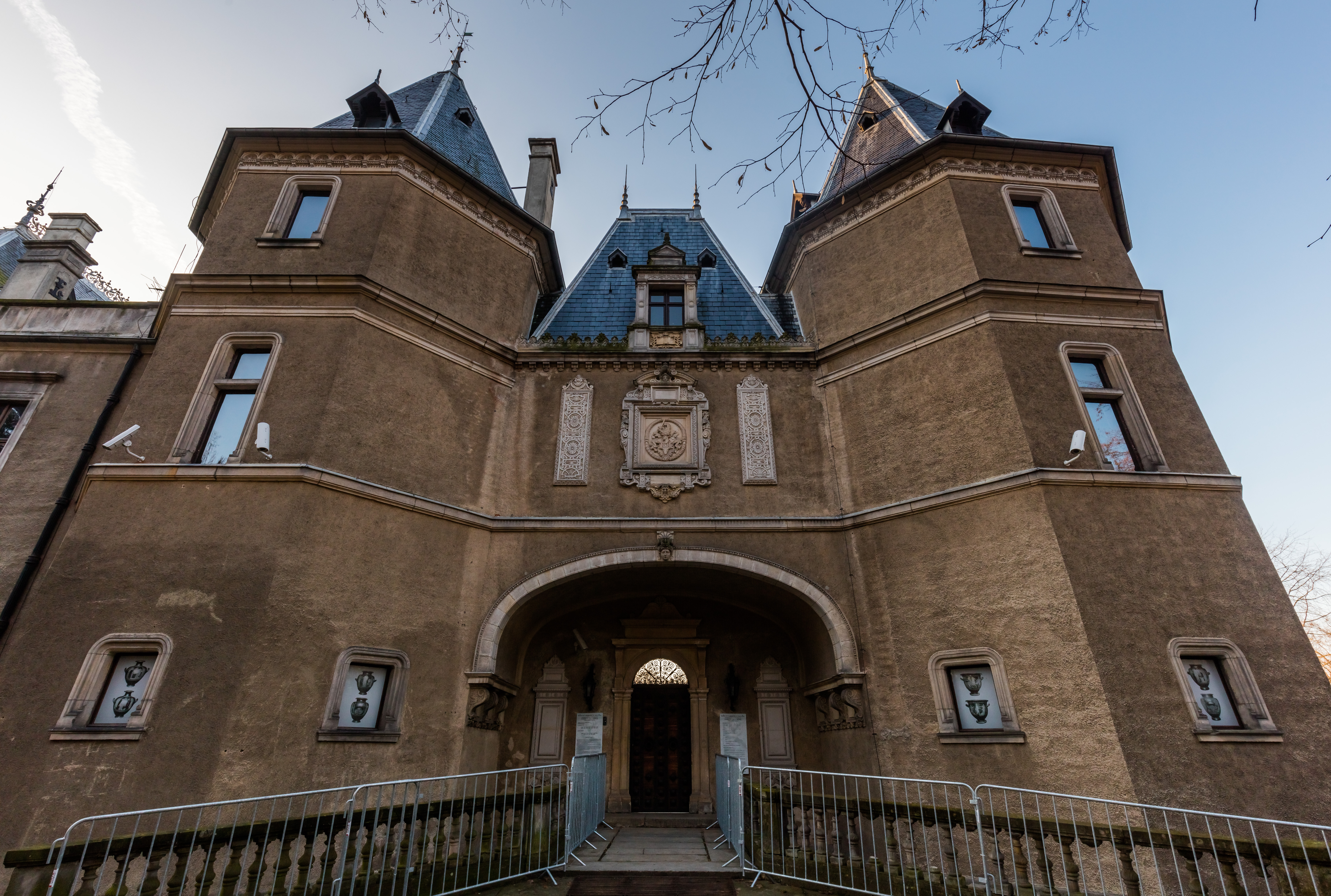
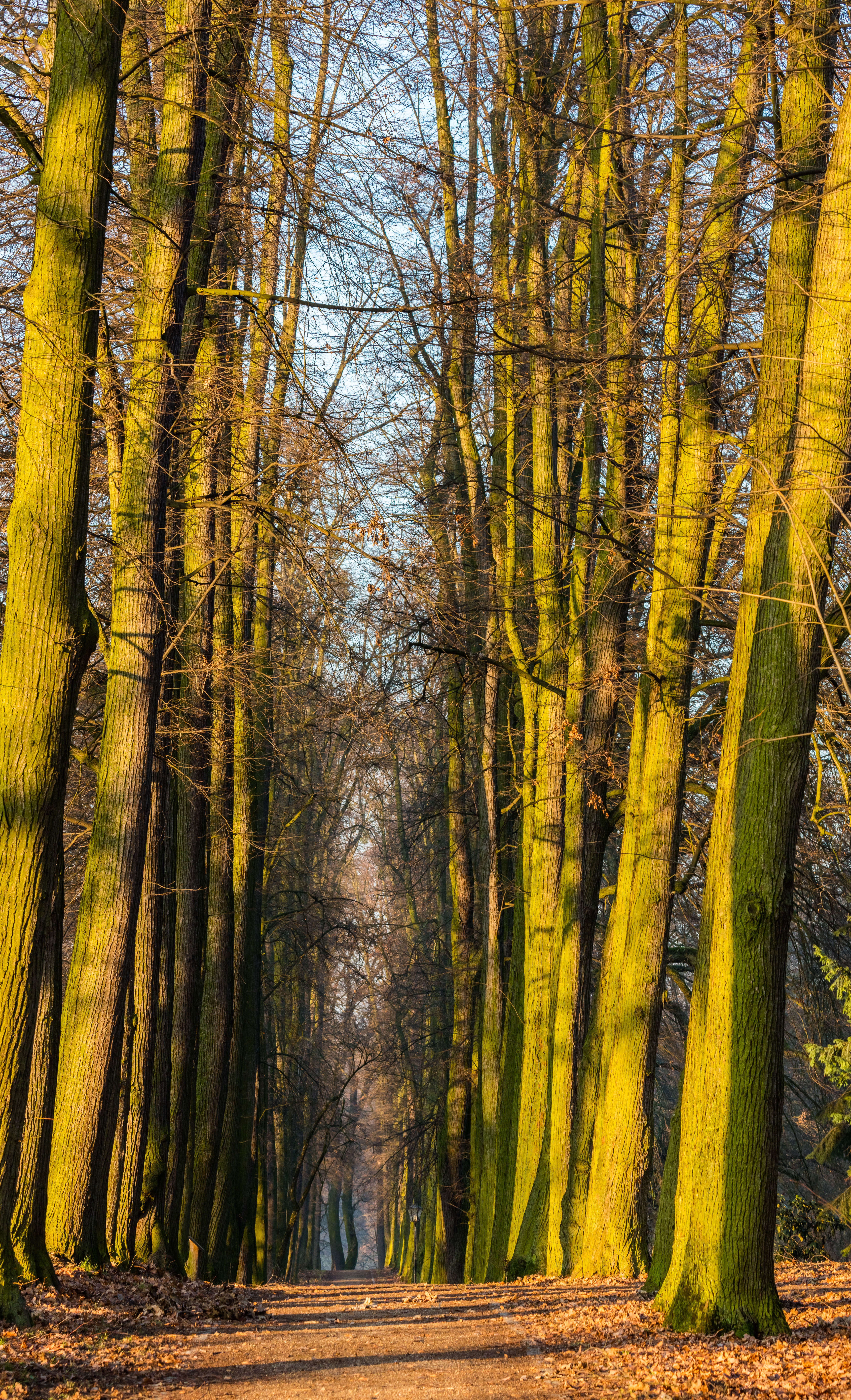